# 馬塞爾福克 (密蘇里州)
馬塞爾福克（英語：Musselfork）是位於美國密蘇里州沙里頓縣的非建制地區。

## 歷史
馬塞爾福克的郵局於1870年設立，其後於1939年停運。

## 地理
馬塞爾福克所處的海拔為高於海平面241米（即791英呎），而該地所採用的時區為UTC-6，即北美中部時區（CST）。同時該地設有夏令時間，為UTC-6調快一小時，即UTC-5（CDT）。